# 帝都ローマ基準点

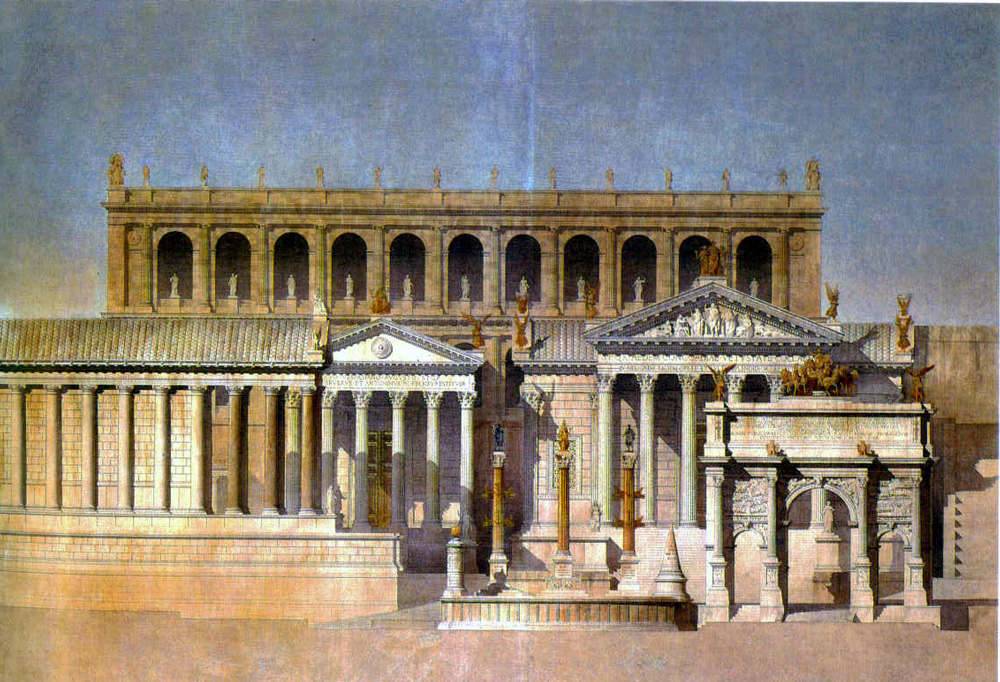
想像図
ロストラ（中央の演台）の右側の円錐

帝都ローマ基準点（ラテン語: Umbilicus Urbis Romae ウンビリカス・ウルビス・ロマエ，イタリア語: Ombelico della Città di Roma）は、古代ローマにおけるローマ市街地の測量の原点である。フォルム・ロマヌムのロストラ横にある。元々は、高さ2mで直径4.45mの大理石製の円錐形モニュメントがあったと推定されるが、現在はその破片が残っているだけである。
紀元前2世紀にこの地に建てられ、現在見られるものはローマ帝国第20代皇帝セプティミウス・セウェルスが改築したものである。これは、203年のセプティミウス・セウェルスの凱旋門の建設に際して支障になったため、少し場所を移動したためである。ロストラを挟んだ所に設置されている、帝国内の道路の距離の原点を定める黄金の里程標とは別の目的の施設である。